# Ippolito (nome)
Ippolito  è un nome proprio di persona italiano maschile.

## Varianti
- Femminili: Ippolita[1][3][4]

### Varianti in altre lingue
- Asturiano: Polo[5]
- Basco: Ipolita[5]
  - Femminili: Ipolite[5]
- Catalano: Hipòlit[4][5]
  - Femminili: Hipòlita[5]
- Francese: Hippolyte[2][4]
- Greco antico: ‘Ιππολυτος (Hippolytos)[1][2][3]
  - Femminili: ‘Ιππολυτη (Hippolyte)[2][3]
- Inglese: Hippolytus[4]
  - Femminili: Hippolyta[4]
- Latino: Hippolytus[1][3]
  - Femminili: Hippolyta[2][3]
- Polacco: Hipolit[2]
- Portoghese: Hipólito[2][4]
- Russo: Ипполит (Ippolit)[2]
- Spagnolo: Hipólito[2][4][5]
  - Femminili: Hipólita[5]

## Origine e diffusione
Deriva dall'antico nome greco Ἱππόλυτος (Hippolytos), latinizzato in Hippolytus; è composto dalle radici greche ἵππος (híppos, "cavallo") e λύω (lýō, "sciogliere", "lasciar libero"), e il significato è dunque "[colui] che scioglie i cavalli", "liberatore di cavalli". Il primo dei due elementi, piuttosto diffuso nell'onomastica greca, si ritrova anche nei nomi Ipparco, Ippocrate, Filippo, Santippe e Melanippo.
Il nome è portato da diversi personaggi della mitologia greca, fra cui Ippolita, la regina delle amazzoni, e suo figlio Ippolito, avuto da Teseo; essi hanno contribuito alla sua diffusione a partire dall'Umanesimo, andando a rinforzare una presenza che era già sostenuta dal culto dei vari santi così chiamati e, nel Sud Italia, da radici culturali greche. Negli anni 1970, in Italia il nome era attestato ovunque, ma con più frequenza nel Sud continentale (con punte per il maschile in Calabria e per il femminile nel Barese); se ne contavano circa seimila occorrenze, in leggera maggioranza femminili.
In inglese, l'uso del nome è attestato a partire dal Medioevo, e sono attestate anche diverse antiche forme vernacolari (Ippolitus, Ypolitus, Hippolite, Hippolett, e varie altre).

## Onomastico
L'onomastico si può festeggiare in memoria di più santi, alle date seguenti:
- 30 gennaio, sant'Ippolito, sacerdote e martire ad Antiochia[6]
- 3 febbraio, sant'Ippolito, martire con Felice e Sinfronio in Africa[1][6]
- 27 febbraio, sant'Ippolito, abate di un monastero sul massiccio del Giura[6]
- 1º maggio, sant'Ippolito, predicatore e operatore di miracoli presso Atripalda, martire sotto Diocleziano[6]
- 13 agosto, sant'Ippolito, antipapa, ricordato assieme a san Ponziano[7]
- 13 agosto, sant'Ippolito, soldato romano e martire[6][7]
- 20 novembre, sant'Ippolito, abate di Condat e vescovo di Belley[6]
- 28 novembre, sant'Ippolito, abate benedettino e vescovo di Saint-Claude[6]
- 2 dicembre, sant'Ippolito, martire a Roma sotto Valeriano[1][6]

Si ricordano inoltre due beati: Ippolito Galantini, fondatore dei Vanchetoni (20 marzo), e Ippolita da Melegnano, monaca del terz'ordine francescano (18 luglio).

## Persone

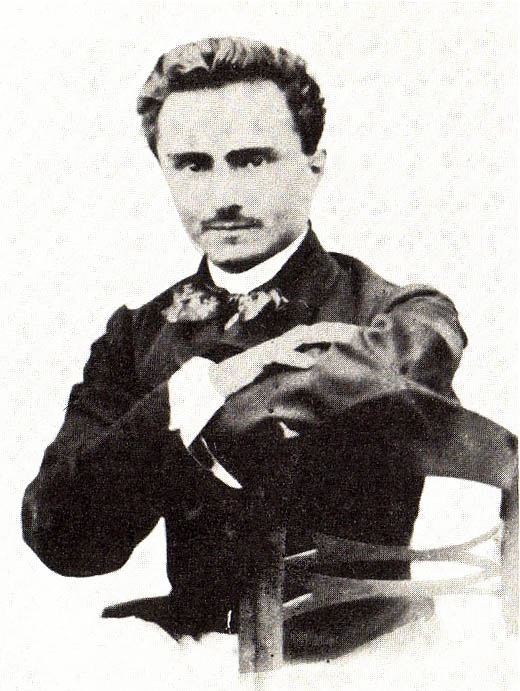
Ippolito Nievo

- Ippolito di Roma, teologo e scrittore romano
- Ippolito Caffi, pittore italiano
- Ippolito d'Este, arcivescovo cattolico e cardinale italiano
- Ippolito II d'Este, cardinale e arcivescovo cattolico italiano
- Ippolito de' Medici, cardinale e arcivescovo cattolico italiano
- Ippolito Desideri, gesuita e missionario italiano
- Ippolito Galantini, religioso italiano
- Ippolito Nievo, scrittore, patriota e militare italiano
- Ippolito Pindemonte, poeta, letterato e traduttore italiano
- Ippolito Rosellini, egittologo e accademico italiano
- Ippolito Scarsella, pittore italiano

### Variante Hippolyte

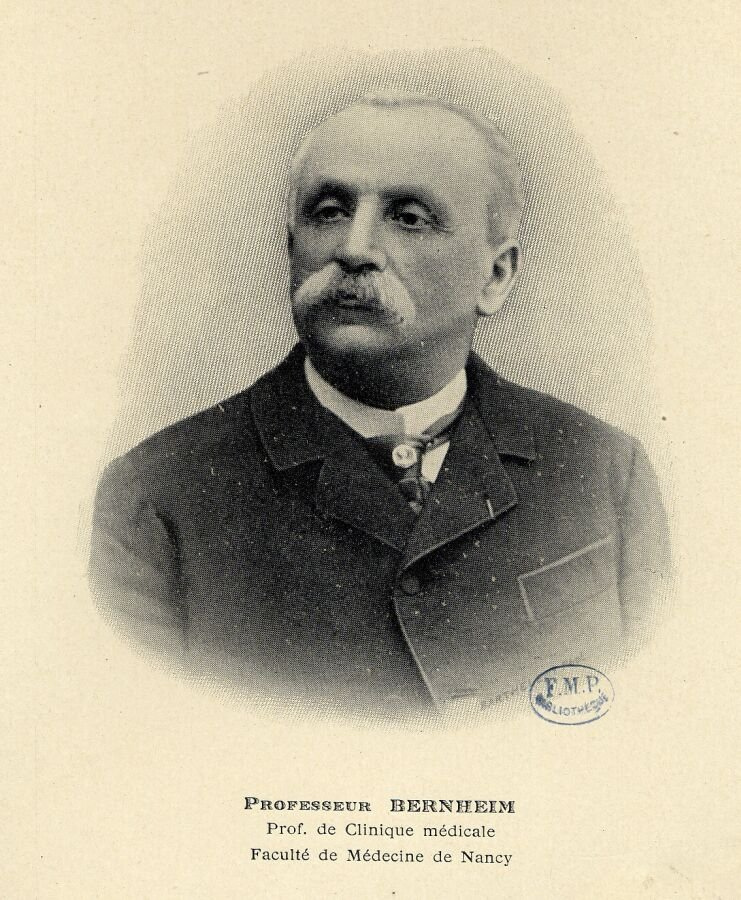
Hippolyte Bernheim

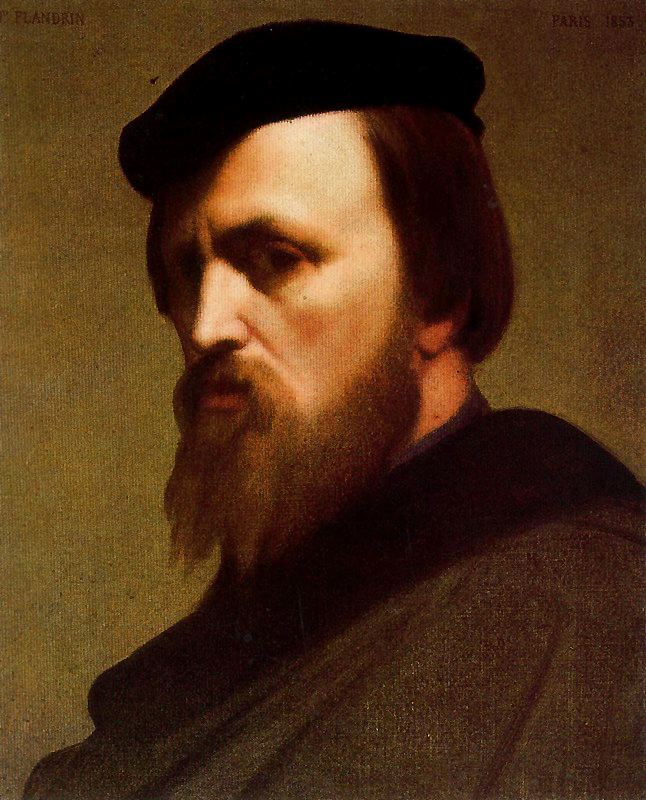
Hippolyte Flandrin

- Hippolyte Aucouturier, ciclista su strada francese
- Hippolyte Bayard, fotografo francese
- Hippolyte Bernheim, neurologo francese
- Hippolyte de Bouchard, militare e corsaro francese
- Hippolyte Delehaye, gesuita e storico belga
- Hippolyte Fizeau, fisico francese
- Hippolyte Flandrin, pittore francese
- Hippolyte Girardot, attore francese
- Hippolyte Auguste Marinoni, ingegnere, editore e politico francese
- Hippolyte Sebron, pittore e fotografo francese
- Hippolyte Taine, filosofo, storico e critico letterario francese
- Hippolyte Violeau, letterato e scrittore francese

### Variante Hipólito

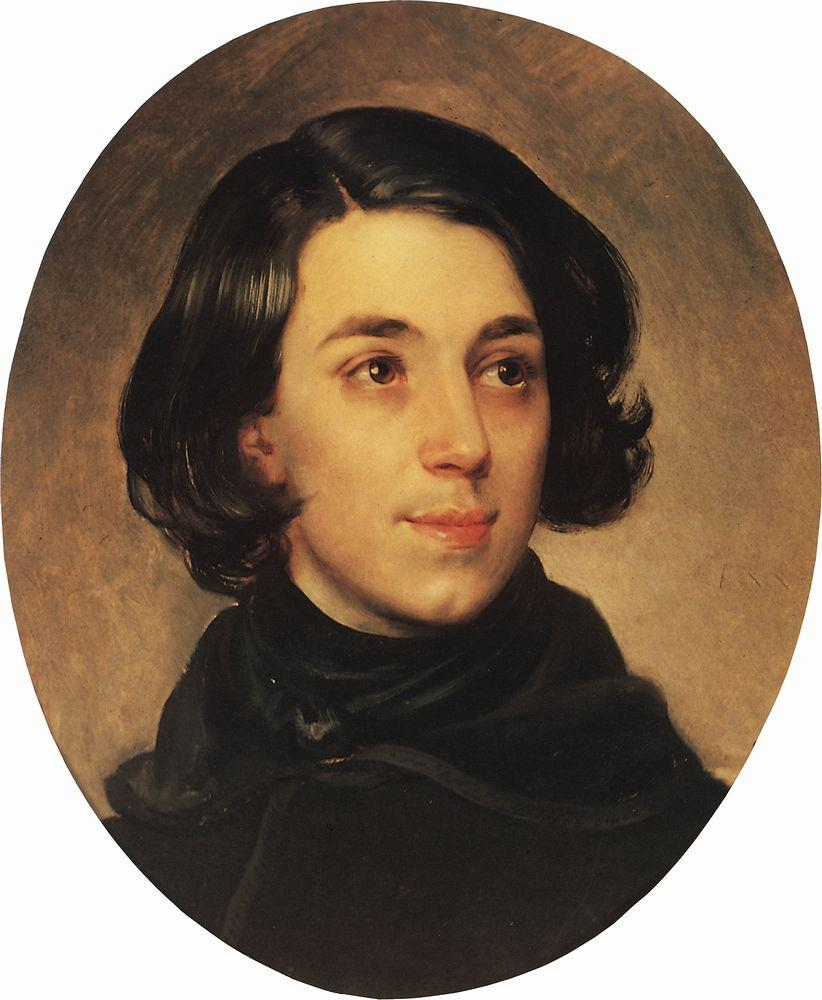
Ippolit Monighetti

- Hipólito Lázaro, cantante lirico spagnolo
- Hipólito Rincón, calciatore spagnolo
- Hipólito Ruiz López, botanico spagnolo
- Hipólito Vera y Talonia, vescovo cattolico, scrittore e storico messicano
- Hipólito Yrigoyen, politico argentino

### Variante Ippolit
- Ippolit Monighetti, architetto russo
- Ippolit Nikitič Myškin, rivoluzionario russo

### Variante femminile Ippolita
- Ippolita della Rovere, duchessa consorte di Montalto
- Ippolita Gonzaga, nobile italiana
- Ippolita Ludovisi, principessa di Piombino
- Ippolita Maggi, nobile italiana
- Ippolita Paleotti, nobildonna, poetessa e studiosa italiana
- Ippolita Sforza (1481-1520), nobile italiana
- Ippolita Sforza (1493-1501), nobile italiana
- Ippolita Maria Sforza, nobile italiana

## Il nome nelle arti
- Hipolito è un personaggio del film del 2001 Il favoloso mondo di Amélie, diretto da Jean-Pierre Jeunet.
- Ippolito è una tragedia opera di Euripide, che gli valse il primo premio nel 428 a.C.
- Ippolito è una tragedia di Robert Garnier.
- Hipólito Mirañar Asenjo è un personaggio della soap opera Il segreto.
- Ippolito Germer è un personaggio della serie televisiva Mario.
- Ippolito è un personaggio della serie animata Floopaloo.